# Bernardin Shllaku
Imzot Bernardin Shllaku O.F.M. (23 juni 1875 - 9 november 1956) was een Albanese rooms-katholieke geestelijke en was de zoon van Jozefit Shllaku en Marie Ndojës. 
Bernardin Shllaku trad toe tot de orde der franciscanen en werd ook tot priester gewijd. Later werd hij abt van een Albanees franciscanerklooster. 
Na de Tweede Wereldoorlog kwam de communistenleider Enver Hoxha aan de macht en liet zijn regering, in de eerste jaren dat zij aan de macht was, talrijke rooms-katholieken (vaak vooraanstaande intellectuelen) executeren en gevangenzetten. In 1951 begon een proces van toenadering tussen Hoxha en Rooms-Katholieke Kerk. Hoxha gelastte in 1950 de organiserende secretaris van het Centraal Comité van de Albanese Arbeiderspartij, Tuk Jakova naar het concentratiekamp van Elbasan (centraal Albanië) om priester Marin Sirdani - die zich daar als gevangene bevond - te vragen op te treden als middelaar tussen de Rooms-Katholieke Kerk en staat. Sirdani werd vrijgelaten en voerde gesprekken met Shllaku, die uitgegroeid was tot spiritueel leider van de Albanese katholieken. In 1951 tekenden Shllaku en de staat een document waarin de positie van de Rooms-Katholieke Kerk werd geregeld. Shllaku werd vervolgens aartsbisschop van Durrës en daarmee hoofd van de Rooms-Katholieke Kerk van Albanië. 
In november 1967 annuleerde de staat alle bestaande verdragen met religieuze gemeenschappen (katholieken, orthodoxen, moslims enz.) en verbood het alle godsdienstige praktijken in het land. Alle priesters, kloosterlingen, moellahs en voorgangers werden gearresteerd en terechtgesteld of naar concentratiekampen overgebracht . Eind jaren '70 werd Albanië tot "eerste atheïstische staat ter wereld uitgeroepen".